# Tentorina
Tentorina is een geslacht van sponsdieren uit de klasse van de Demospongiae (gewone sponzen). 

## Soort
- Tentorina sigmatophora Burton, 1959